# كين غاراواي
كين غاراواي هو لاعب كرة قدم كندي في مركز الهجوم، ولد في 12 ديسمبر 1956 في فيكتوريا في كندا. شارك مع منتخب كندا لكرة القدم.

## وصلات خارجية
- كين غاراواي على موقع الاتحاد الدولي (مؤرشف)  (الإنجليزية)
- كين غاراواي على موقع ناشيونال فوتبول تيمز (الإنجليزية)
- كين غاراواي على موقع عالم كرة القدم.نت (الإنجليزية)
- كين غاراواي على موقع أوليمبيديا (الإنجليزية)